# Marko Gerbec
Marko Gerbec, o Grbec, latinizzato come Marcus Gerbezius e italianizzato come Marco Gerbezio (Šentvid pri Stični, 24 ottobre 1658 – Lubiana, 9 marzo 1718), è stato un medico e scienziato sloveno del Ducato di Carniola, noto come fondatore della medicina moderna tra gli sloveni e per la prima descrizione della sindrome di Adams-Stokes (pubblicata nel 1717 e 44 anni dopo citata da Giovanni Battista Morgagni).

## Biografia
Marko Gerbec nacque nel 1658 a Šentvid pri Stični (allora parte del Ducato di Carniola, ora in Slovenia) da una famiglia di servi. Dopo essersi laureato al collegio dei Gesuiti a Laibach (Lubiana), studiò con l'aiuto di una borsa di studio del governo: prima filosofia a Lubiana, poi medicina a Vienna. Pochi giorni prima dell'arrivo a Vienna dell'esercito ottomano nel 1683, lasciò la città per Padova (dove il suo ritratto è presente nella Sala dei 40 del Palazzo del Bo, sede della locale università). Completò gli studi nel 1684 a Bologna, dove ebbe tra i suoi insegnanti Marcello Malpighi.
Gerbec era un medico riconosciuto a livello internazionale. Nel 1688 divenne membro dell'Accademia tedesca Cesarea Leopoldina. Nel 1693 fu tra i fondatori dell'Academia Operosorum Labacensium di Lubiana, la prima accademia scientifica nel territorio dell'attuale Slovenia; dal 1712 al 1713 ne fu presidente. Nel 1712 fondò anche la prima società scientifica di medici e chirurghi in Carniola, denominata Collegio dei Santi Cosma e Damiano (in sloveno bratovščina sv. Kozma in Damjana).
Morì nel 1718 a Lubiana.